# Cantone di Puntarenas
Il cantone di Puntarenas è un cantone della Costa Rica facente parte della provincia omonima.

## Geografia antropica

### Suddivisioni amministrative
Il cantone  è suddiviso in 13 distretti:
- Acapulco
- Barranca
- Chacarita
- Chira
- Chomes
- Cóbano
- Guacimal
- Lepanto
- Manzanillo
- Monteverde
- Paquera
- Pitahaya
- Puntarenas